# Oh! My Boss!戀愛放別冊
《Oh! My Boss!戀愛放別冊》，簡稱）由2021年1月12日起，本劇於每週二日本時間晚上22:00－22:57，在TBS電視台「週二連續劇」時段內播放。台灣由KKTV、friDay影音同步播出。
該劇是由上白石萌音主演，是她繼主演2020年冬季檔TBS電視劇「週二連續劇」《戀愛可以持續到天長地久》連續第二年同檔同時段主演，本劇也是由《戀愛可以持續到天長地久》的工作人員再集結製作的原創劇本。

## 登場人物

### 主要人物
- 鈴木奈未 - 上白石萌音（童年：宮崎歩夢）

本劇的主人公。「工作和戀愛都要適當就好。想要獲得像一般人一樣的普通幸福」。
地方出身的人，追逐著單戀中的青梅竹馬健也來到了東京，接受了東京大型出版社的備品管理部的面試，卻被分配到了時尚雜誌編輯部。
- 寶來麗子 - 菜菜緒（童年：中田華月）

時尚雜誌的最年輕主編。
「超能幹」、「毒舌」、「冷徹」三者兼備的幹練career，對以半吊子的心情工作的奈未冷淡對待。
- 寶來潤之介 - 玉森裕太（童年：志水透哉）

小狗系帥哥富二代兼攝影師。
麗子的弟弟。
- 中澤凉太 - 間宮祥太朗

《MIYAVI》的編輯部成員。年輕編輯的王牌。
原文化雜誌擔當時尚雜誌沒有經驗。奈未在背後稱他“抖S前輩”

### 奈未家
- 鈴木真未 - 宮崎美子

奈未的母親，從小就灌輸奈未「普通是最棒的」
- 鈴木義郎 - 橋爪淳（日语：橋爪淳）

奈未的父親，經營書店的同時，也沒有放棄成為小說家的夢想，不斷地給家人帶來辛勞
- 鈴木多未 - 山之內鈴

奈未的妹妹，是個馬上說出自己想說的話的現代人。

### 音羽堂出版
- 宇賀神慎一 - 中山裕介（日语：ユースケ・サンタマリア）

雜誌社的副社長，談話能力、具有緩和場合的能力、領導能力首屈一指的厲害副社長，是女性職員憧憬的存在“萌大叔”。實際上是挖角麗子當總編的人物，與他正好相反的奈末的存在讓他覺得很有趣。
- 和泉遥 - 久保田紗友

《MIYAVI》編輯部助理，奈未的良性對手。
- 和田和美 - 秋山柚稀

《MIYAVI》的責任編輯。
- 加賀栞 - 太田夢莉

《MIYAVI》編輯部助理。
- 半田進 - 灘儀武（日语：なだぎ武）

《MIYAVI》副主編
- 松下由衣 - 吉田沙世

奈未的前輩。

### 競爭的雜誌社
- 高橋麻美 - 高橋瑪莉潤

競爭對手關係的大型出版社人氣時尚雜誌的能幹主編

### 其他人物
- 蓮見理緒 - 倉科加奈

潤之介的青梅竹馬
- 尾蘆一太 - 亜生（日语：亞生）（搞笑組合MIKI（日语：ミキ））

攝影助理，崇拜潤之介。
- 寶來香織 - 高橋ひとみ

潤之介與麗子的母親
- 寶來勝之介 - 宇梶剛士

潤之介與麗子的父親，寶來集團的負責人。
- 日置健也 - 犬飼貴丈（童年：石毛宏樹）

奈未的青梅竹馬，她從小暗戀的前輩。在老家熊本是有名的好青年。在東京工作是註冊會計師。

### 客串

#### 第1集
- 紗里 - 井桁弘恵

健也的未婚妻。健也工作的會計事務所所長的女兒。
- 泊東吾 - 榮信
- 富津玫瑰花園的女性 - 圓城寺彩
- 富永愛 - 富永愛

世界舞臺中活躍的日本模特兒。為了有深交的麗子，擔任了《MIYAVI》創刊號的封面模特兒。
- 紀嘉良 - 紀嘉良

世界舞臺中活躍的攝影師。擔任拍攝《MIYAVI》創刊號封面的攝影師。

#### 第2集
- 荒染右京 - 花江夏樹

代表日本的當紅漫畫家。在《MIYAVI》的文化特輯中被委託進行合作企劃。

#### 第3集
- 瀬尾光希 - 高山侑子

模特兒兼柔道家。
- 瀬尾光晴 - 青木一平

光希的父親
- 小早川佐和子 - 片瀬那奈

全球經濟分析家。
- 小笠原隆 - 藏内秀樹

編輯部“新的一員”的一名老年男性。原校閱部。為即將到期的《MIYAVI》創刊號進行最終校對。

#### 第4集
- Uekusa‧Jinko - 高岡早紀

被稱為是世界和服熱潮的領引者的時尚界頂尖創意者。是個熟知麗子新人時期的人物。她和麗子性格完全相反，笑容不斷，在商談中會注意到和樂融融和通風良好的氛圍，但是一旦正式開始工作就不允許妥協。
與宇賀神15年前離婚，離婚後也通過商務往來持續著，此次從巴黎來日本的機會，在聚餐時向宇賀神提起了自己即將再婚。
- 木本瑪麗卡 - 金澤美穂

Jinko的第6代助手。

#### 第5集
- 山村紅葉 - 山村紅葉

《ZEAL》編輯部企劃的採訪糢特。本來，理緒在《MIYAVI》的對談企劃中應該穿的黃色禮服因為奈未的失誤到她那裏。

#### 第6集
- 新谷祐介 - 細田善彦

麗子父親勝之介介紹給麗子的年輕實業家。
- 潔西卡 - 高橋優

和田邀請到《MIYAVI》雜誌拍攝的模特兒。

#### 第7、8集
- 磯辺晋二 - 近藤芳正

「ISOBE」的社長

#### 最終話
- 海老澤紗英 - 霧島麗香

知名女優。女兒是hinata
- hinata - 小野莉奈

- 攝影師 - AMEMIYA

- 「百麵」拉麵店的店員 - 昴生

## 工作人員
- 劇本：田邊茂範（日语：田辺茂範）
- 配樂：木村秀彬
- 導演：田中健太（日语：田中健太 (TBSテレビ)）、石井康晴（日语：石井康晴）、山本剛義、井村太一
- 主題曲： Kis-My-Ft2《Luv Bias》
- 總製作人：松本明子
- 製作人：宮﨑真佐子
- 劇本監修 - 杉山絵美
- 劇照監修 - 武田裕介
- 攝影師監修 - 原口良太
- 熊本方言指導 - 仲原エミカ
- 法語・英語指導 - フリー・ウエイブ
- 製作：TBS SPARKLE、TBS電視台

### 播出日程及收視率
- 收視率最高值以紅色表示，收視率最低值以藍色表示。

| 集數                                                      | 播出日期 | 中文標題                       | 日文標題                      | 編劇     | 導演     | 收視率 | 備註         |
| --------------------------------------------------------- | -------- | ------------------------------ | ----------------------------- | -------- | -------- | ------ | ------------ |
| 第1集                                                     | 1月12日  | 平凡女子成為鬼上司的雜工       |                               | 田邊茂範 | 田中健太 | 11.4%  | 15分鐘加長版 |
| 第2集                                                     | 1月19日  | 偽装女友欺騙老闆的作戰計畫!    |                               | 田邊茂範 | 田中健太 | 11.3%  |              |
| 第3集                                                     | 1月26日  | 鬼上司VS編輯部成員叛亂爆發!?   |                               | 田邊茂範 | 石井康晴 | 11.0%  |              |
| 第4集                                                     | 2月2日   | 因BBQ而情緒高漲的戀慕心！？    | BBQで盛り上がる恋心!?         | 田邊茂範 | 山本剛義 | 11.6%  |              |
| 第5集                                                     | 2月9日   | 這是在交往嗎?!                 | これって付き合ってるの?!      | 田邊茂範 | 田中健太 | 10.8%  |              |
| 第6集                                                     | 2月16日  | 從打雜畢業? 與小狗系男子同居?! | 雑用係卒業? 子犬男子と同居?!  | 田邊茂範 | 石井康晴 | 11.8%  |              |
| 第7集                                                     | 2月23日  | 一擊逆轉!世界上最喜歡你！      | 一発逆転! 世界で一番君が好き! | 田邊茂範 | 井村太一 | 11.4%  |              |
| 第8集                                                     | 3月2日   | 如果有男友想做的10件事         | 彼氏ができたらやりたい10の事  | 田邊茂範 | 田中健太 | 11.8%  |              |
| 第9集                                                     | 3月9日   | 因為喜歡…所以想要在一起!       | 好きだから… 一緒にいたい!     | 田邊茂範 | 石井康晴 | 12.0%  |              |
| 第10集                                                    | 3月16日  | 未來的某天…                    | いつか未来が…                 | 田邊茂範 | 田中健太 | 13.2%  | 15分鐘加長版 |
| 平均視聴率 11.63%（收視率由Video Research於關東地區統計） |          |                                |                               |          |          |        |              |

## 外部連結
- 電視劇官方網站（日語）
- Oh! My Boss!戀愛放別冊的X（前Twitter）
- Oh! My Boss!戀愛放別冊的Instagram帳戶

| 日本 TBS電視台 週二連續劇                           | 日本 TBS電視台 週二連續劇                               | 日本 TBS電視台 週二連續劇 |
| --------------------------------------------------- | ------------------------------------------------------- | ------------------------- |
|                                                     | Oh! My Boss!戀愛在別冊 （2021年1月12日－2021年3月16日） |                           |
| 這份愛要加熱嗎？ （2020年10月20日－2020年12月22日） | 打扮的戀愛是有理由的 （2021年4月20日－2021年6月22日）   |                           |